# 五举农场
五举农场，是中华人民共和国甘肃省平凉市崇信县下辖的一个类似乡级单位。

## 行政区划
五举农场下辖以下地区：
崖子分场社区和槐树分场社区。